# Palatijn van Hongarije

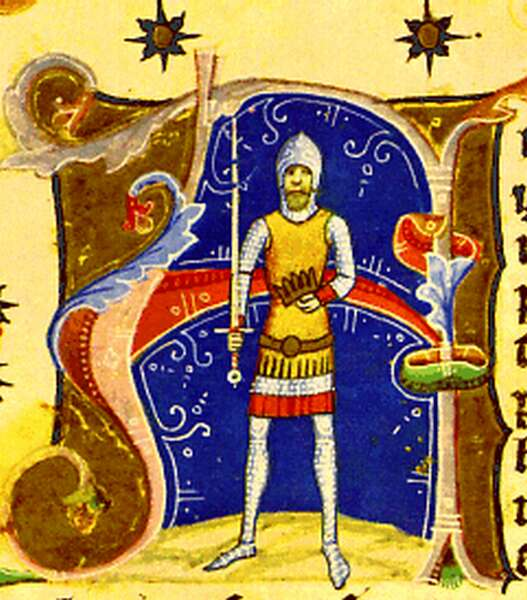
Sámuel Aba, de eerst gekende palatijn, die later koning van Hongarije werd.

De palatijn van Hongarije (Duits: Landespalatin, Hongaars: nádor, Latijn: palatinus regni Hungarie, Slovaaks: nádvorný špán) oefende het hoogste ambt uit binnen het Koninkrijk Hongarije, vanaf de late 10e eeuw tot in 1918.
De functie van palatijn werd waarschijnlijk in de 10e of 11e eeuw overgenomen naar het voorbeeld van het Groot-Moravische Rijk. Aanvankelijk was de palatijn de beheerder van de koninklijke hofhouding, maar tegen het einde van de 12e eeuw was hij de vertegenwoordiger van de koning, in het bijzonder in de hoedanigheid van opperste rechter en vooral op het platteland. Vanaf het einde van de 14e eeuw trad de palatijn ook op als plaatsvervanger van de koning. In de middeleeuwen werd de palatijn voor een bepaalde ambtstermijn aangeduid, op voorstel van de koning en met instemming van de Landdag, vanaf 1526 was het ambt levenslang. In de 15e en 16e eeuw was hij ook de voorzitter van de Landdag. Vanaf 1848 was de functie echter nog puur symbolisch.

## Etymologie
De term "palatijn" is afkomstig van het Latijnse comes palatii ("graaf van het paleis" of "paltsgraaf") en werd voor het eerst geattesteerd in 1055. Later verscheen hiervan een nieuwe variant, namelijk comes palatinus, waarvan de verkorte versie "palatinus" de officiële benaming werd in 1230. In de jaren '40 van de 14e eeuw verscheen een nieuwe titel: palatinus regni Hungarie ("Palatijn van het Koninkrijk Hongarije").
De oorspronkelijke Hongaarse benaming nádorispán is voor het eerst geattesteerd in 1405. Taalkundigen zijn het erover eens dat de term afkomstig is van het Slavische woord dvorjь ("hof"). Het woord zou dan teruggaan op een Slavische vorm *nadъ-dvorjь-županъ ("župan aan het hof"), waarvan echter geen schriftelijke bewijs van is overgeleverd.